# Vicente Pizarro
Vicente Tomás Pizarro Durcudoy (Vitacura, 5 novembre 2002) è un calciatore cileno, centrocampista del Colo-Colo.

## Biografia
È figlio del politico ed ex calciatore Jaime Pizarro.

## Carriera

### Club
Pizarro è cresciuto nel settore giovanile del Colo-Colo dove è sempre stato eletto capitano nelle varie categorie. Il 9 giugno 2019 ha ricevuto la prima convocazione in prima squadra, contro il Dep. Puerto Montt in Copa Chile e pochi giorni dopo ha firmato il suo primo contratto professionistico.
Promosso in prima squadra nel 2021, ha debuttato il 2 maggio contro il Ñublense in Primera División.

### Nazionale
Nel 2017 ha preso parte al Sudamericano U-15. Nel 2019, con l'Under-17, ha disputato il Campionato sudamericano concluso al secondo posto ed il Campionato mondiale. Nel 2020 ha giocato con l'Under-20 e due anni più tardi con l'Under-23 per un incontro di preparazione ai XIX Giochi panamericani.
Debutta con la nazionale maggiore il 21 novembre 2023 nella sconfitta per 1-0 contro l'Ecuador.

## Statistiche

### Presenze e reti nei club
Statistiche aggiornate al 7 giugno 2023.
| Stagione        | Squadra         | Campionato      | Campionato | Campionato | Coppe nazionali | Coppe nazionali | Coppe nazionali | Coppe continentali | Coppe continentali | Coppe continentali | Altre coppe | Altre coppe | Altre coppe | Totale | Totale | Totale |
| Stagione        | Squadra         | Comp            | Pres       | Reti       | Comp            | Pres            | Reti            | Comp               | Pres               | Reti               | Comp        | Pres        | Reti        | Pres   | Reti   |        |
| --------------- | --------------- | --------------- | ---------- | ---------- | --------------- | --------------- | --------------- | ------------------ | ------------------ | ------------------ | ----------- | ----------- | ----------- | ------ | ------ | ------ |
| 2019            | Colo-Colo       | PD              | 0          | 0          | CC              | 0               | 0               |                    | -                  | -                  |             | -           | -           | 0      | 0      |        |
| 2020            | Colo-Colo       | PD              | 0          | 0          |                 | -               | -               | CL                 | 0                  | 0                  |             | -           | -           | 1      | 0      |        |
| 2021            | Colo-Colo       | PD              | 23         | 0          | CC              | 6               | 0               |                    | -                  | -                  |             | -           | -           | 29     | 0      |        |
| 2022            | Colo-Colo       | PD              | 21         | 0          | CC              | 4               | 0               | CL+CS              | 2+2                | 0                  | SC          | 0           | 0           | 29     | 0      |        |
| 2023            | Colo-Colo       | PD              | 9          | 0          | CC              | 1               | 0               | CL                 | 4                  | 0                  | SC          | 0           | 0           | 14     | 0      |        |
| Totale carriera | Totale carriera | Totale carriera | 53         | 0          |                 | 11              | 0               |                    | 8                  | 0                  |             | 0           | 0           | 72     | 0      |        |

## Palmarès

### Club

#### Competizioni nazionali
- Copa Chile: 3

Colo Colo: 2019, 2021, 2023
- Primera División cilena: 1

Colo Colo: 2022
- Supercoppa del Cile: 1

Colo Colo: 2022